# ديتليف بوك (منافس ألعاب قوى)
ديتليف بوك هو منافس ألعاب قوى ألماني، ولد في 15 أغسطس 1974 في شتاسفورت في ألمانيا.

## وصلات خارجية
- ديتليف بوك على موقع الاتحاد الدولي لألعاب القوى (الإنجليزية)
- ديتليف بوك على موقع أوليمبيديا (الإنجليزية)